# Tarééc
Tarééc (* 3. Juli 1978 in Berlin; bürgerlich Tarek Hussein) ist ein deutscher R'n'B-Sänger.

## Leben
Tarééc wuchs in Berlin-Neukölln als Sohn einer Großfamilie aus dem Libanon und Palästina unter ärmlichen Verhältnissen auf. Er begann im Alter von 13 Jahren mit dem Gesang und sang damals auf Schulfeiern und Straßenfesten. Daneben spielte er Fußball bei Tasmania Berlin und später bei Hertha 03 Zehlendorf. Mit 16 Jahren, als U16-Nationalspieler, brach er jedoch seine Fußballkarriere ab und konzentrierte sich fortan hauptsächlich auf die Musik. Am Anfang der 90er-Jahre gründete er seine erste eigene Band Da Corner, die aus vier Rappern und ihm bestand. Damals trat er noch unter dem Künstlernamen T-Soul auf. 
Durch die Castingshow Blonds Talent Award wurde er entdeckt und bekam kurz darauf seinen ersten Plattenvertrag. So wurde er Mitglied der Boygroup The Boyz, die bis dahin aus Florian Fischer und Adel Tawil bestand. Mit dieser veröffentlichte er die beiden Studioalben Boyz in da House (1997) und Next Level (1998). Die Single One Minute erreichte Goldstatus. Nach der Auflösung im Jahr 2000 verfiel Tarééc in eine tiefe Depression und Spielsucht. Durch einen Psychologen, der ihm rät, seine Gefühle und Erlebnisse in Songs niederzuschreiben, begann er wieder mit der Musik. 
Im April 2007 unterschrieb Tarééc einen Vertrag beim Hip-Hop-Label ersguterjunge. Kurze Zeit später wurde der Freetrack Ich halte deine Hand mit Bushido als Download angeboten. 
Im November 2008 veröffentlichte Tarééc die Singleauskoppelung Für das Volk aus seinem Debütalbum Hoffnung. Auf dem Song ist ein Feature des Rappers Chakuza enthalten. Zudem sind im entsprechenden Musikvideo unter anderem Bushido, Oliver Petszokat, Bizzy Montana, Adel Tawil und DJ Stickle zu sehen. Später folgte die zweite Singleauskoppelung Tränen lügen nicht. Am 8. Mai 2009 erschien dann das Album Hoffnung. Auf diesem sind Gastbeiträge von den ersguterjunge-Rappern Nyze und Chakuza enthalten. 
Im Februar 2010 verließ Tarééc ersguterjunge einvernehmlich.

## Diskografie
Alben
- 2009: Hoffnung

Singles
- 2008: Für das Volk feat. Chakuza
- 2009: Tränen lügen nicht

### Mit The Boyz
Alben
- 1997: Boyz in da House
- 1998: Next Level

Singles
- 1997: Round and Round
- 1997: Let Me Show You The Way
- 1997: One Minute
- 1998: Shame
- 1998: I like
- 1998: God Bless
- 1998: Memories